# Alberto Ginocchio
Alberto Ginocchio (La Spezia, 29 novembre 1901 – Venezia, 6 dicembre 1947) è stato un militare, marinaio e partigiano italiano, che durante il corso della seconda guerra mondiale fu comandante del sommergibile posamine Pietro Micca e poi del cacciatorpediniere Giosuè Carducci al comando del quale partecipò alla sfortunata battaglia di Capo Matapan. Decorato di Medaglia d'oro al valor di marina, tre medaglie d'argento e due croci di guerra al valor militare, e quattro croci al merito di guerra. Dopo l'armistizio dell'8 settembre 1943 entrò nel Fronte clandestino di resistenza della marina operante nell'area della Capitale.

## Biografia

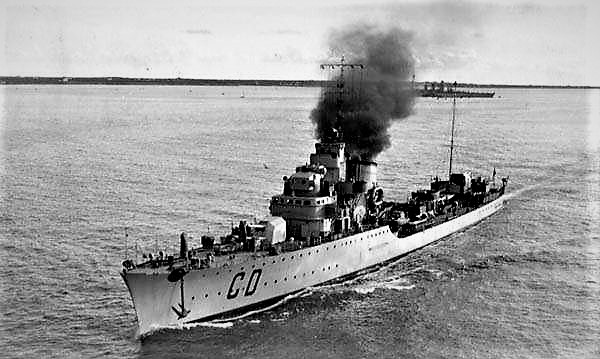
Il cacciatorpediniere Giosuè Carducci.

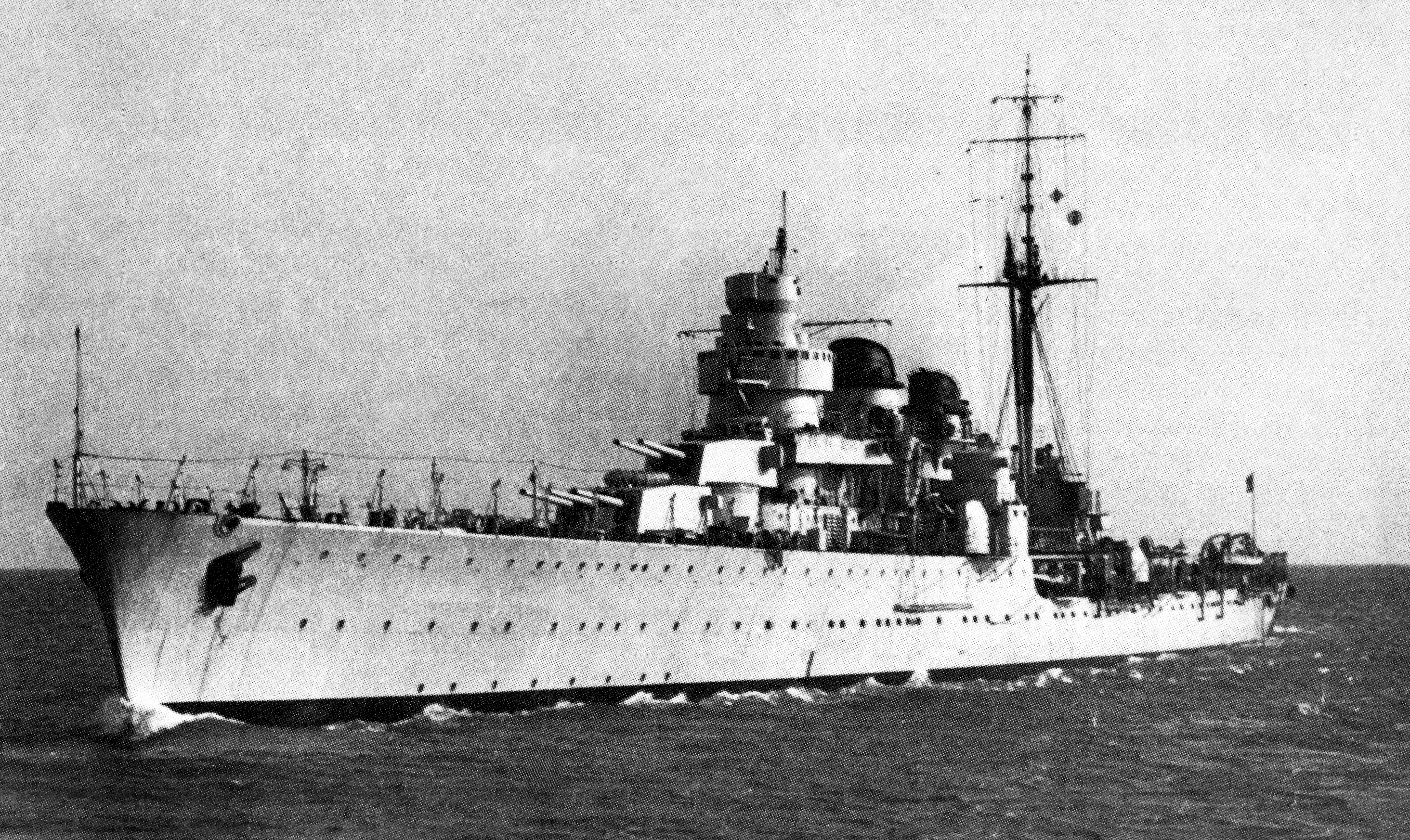
L'incrociatore leggero Giuseppe Garibaldi.

Alberto Manlio Ginocchio nacque a La Spezia il 29 novembre 1901, figlio di Goffredo e Malita Zwick. Nel 1915 fu ammesso a frequentare la Regia Accademia Navale di Livorno conseguendo la promozione a guardiamarina nel 1920. In qualità di allievo partecipò alla grande guerra imbarcato sulle navi scuola Amerigo Vespucci e Flavio Gioia. Fu poi imbarcato su numerose navi di superficie tra cui il cacciatorpediniere Palestro (nel 1930), l'incrociatore pesante Zara (quale ufficiale E nel 1932) e la nave da battaglia Caio Duilio, e promosso tenente di vascello ebbe il comando di alcune cannoniere. Imbarcato sui sommergibili per lunghi periodi, nel 1934 comandò il Pier Capponi; prese poi parte alla guerra di Spagna a bordo del sommergibile Pietro Micca (dal 1º ottobre 1935), e poi come comandante del Domenico Millelire dal 17 dicembre 1936 a tutto il 1937. Poi ancora in comando dell'Enrico Tazzoli nel 1938.
Promosso capitano di fregata, divenne dal 20 settembre 1938 comandante in 2^ della nave da battaglia Conte di Cavour partecipando come comandante del battaglione da sbarco della 5ª Divisione navale alle operazioni per l'occupazione del porto di Valona, Albania nell'aprile 1939, distinguendosi nei combattimenti tanto da meritare la prima medaglia d'argento al valor militare.
Quindi dal 7 febbraio 1940 comandante del 2º Gruppo sommergibili di Napoli. Poco dopo l'entrata in guerra del Regno d'Italia, avvenuta il 10 giugno 1940, assunse il comando del sommergibile posamine Pietro Micca (dal 4 agosto e sino al 13 settembre 1940) con il quale eseguì la posa di uno sbarramento di mine in acque egiziane. Durante questa missione andò all'attacco di due navi nemiche lanciando dei siluri che, tuttavia, non colpirono alcune bersaglio.
Assunse poi il comando dei nuovi sommergibili Luigi Torelli (dal 29 luglio al 22 agosto 1940, contemporaneamente al Micca) e Lazzaro Mocenigo (dal 16 settembre al 25 ottobre) tutti battelli dipendenti del 2° Grupsom al suo comando.
Decorato con la seconda medaglia d'argento al valor militare venne sbarcato e il 29 ottobre 1940 assunse il comando del cacciatorpediniere Giosuè Carducci che mantenne sino all'affondamento dell'unità avvenuta il 28 marzo 1941, nel corso della battaglia di Capo Matapan. Distintosi durante le operazioni di salvataggio dei naufraghi per arditezza, coraggio e abnegazione fu decorato con la terza medaglia d'argento al valor militare. Naufrago a bordo di una zattera incitò i suoi uomini per cinque giorni e cinque notti finché non vennero tratti in salvo.
Dopo una lunga degenza ospedaliera a Messina, molto provato nel fisico per la lunga permanenza in mare, dopo la convalescenza, l'11 dicembre 1941, assunse il comando della scuola sommergibili di Pola (12° Grupsom).
Alla data dell'armistizio dell'8 settembre 1943 era capitano di vascello, capo di stato maggiore della squadra sommergibili, e rifiutò di aderire alla Repubblica Sociale Italiana. Datosi alla macchia in territorio controllato dalla forze tedesche, entrò subito a far parte del Fronte clandestino di resistenza della marina, prendendo parte ad operazioni militari per cui, successivamente, ottenne la qualifica di partigiano combattente. Subito dopo la liberazione di Roma (4 giugno 1944) fu nominato comandante superiore dei sommergibili dal 14 ottobre dello stesso anno, mantenendolo sino all'aprile 1946.
Fu poi comandante degli incrociatori leggeri Emanuele Filiberto Duca d'Aosta e Giuseppe Garibaldi, e nel novembre 1947 fu nominato capo di stato maggiore del Comando militare marittimo dell'Alto Adriatico con sede a Venezia. Qui si spense improvvisamente il 6 dicembre dello stesso anno, a soli 46 anni. Nel 1950 gli fu conferita postuma la Medaglia d'oro al valor di marina.  Ebbe a scrivere articoli sul settimanale OGGI e sulla Rivista Marittima in luce apertamente critica sull'operato dell'ammiraglio Iachino nel corso della battaglia di Capo Matapan, cosa che non piacque negli ambienti romani del Lungotevere della Navi.

### Fonti
1. 1 2 3 4 5 6 7 8 9 10 11 12 13 14 15 16 17  Alberini, Prosperini 2016, p. 261.